# キウザーノ・ダスティ
キウザーノ・ダスティ（伊: Chiusano d'Asti）は、イタリア共和国ピエモンテ州アスティ県にある、人口約200人の基礎自治体（コムーネ）。

## 地理

### 位置・広がり

#### 隣接コムーネ
隣接するコムーネは以下の通り。
- アスティ
- カメラーノ・カザスコ
- チナーリオ
- コッソンブラート
- モンテキアーロ・ダスティ
- セッティメ

#### 地震分類
イタリアの地震リスク階級 (it) では、4 に分類される
。